# Valentino Fortuzzi
Valentino Fortuzzi (* 11. Oktober 1997 in Berlin) ist ein deutsch-italienischer Schauspieler.

## Leben
Valentino Fortuzzi entstammt einer Künstlerfamilie. Sowohl sein Vater Alberto Fortuzzi als auch sein jüngerer Bruder Michelangelo arbeiten als Schauspieler. Bereits im Alter von 9 Jahren stand Fortuzzi erstmals auf der Bühne. Im Kinderchor der Berliner Staatsoper Unter den Linden sang er in verschiedenen Inszenierungen wie den Puccini-Opern Turandot, Tosca und La Bohème. Nach dem Stimmbruch wandte sich Fortuzzi der Schauspielerei zu und steht seit 2013 in unterschiedlichen Fernsehformaten vor der Kamera. 2019 begann er ein Schauspielstudium an der Filmuniversität Babelsberg Konrad Wolf, das er voraussichtlich 2023 abschließen wird. 2021 war er als Mordopfer an der Seite Jonas Holdenrieders in Trübe Wolken zu sehen.
Neben Deutsch und Italienisch als Muttersprachen spricht Valentino Fortuzzi fließend Englisch. Er lebt in Berlin.
Seit 2023 ist er am Theater Altenburg-Gera als Schauspieler angestellt. Außerdem leitet er, zusammen mit Anna Fricke, den Jugendtheaterclub MASKENfabrik. 

## Filmografie (Auswahl)
- 2013: Pinocchio
- 2014: Warum wir hier sind (Kurzfilm)
- 2014: Polizeiruf 110: Hexenjagd
- 2015: SOKO Wismar – Verlassen
- 2016: Die siebte Stunde
- 2016: Zwei Leben. Eine Hoffnung
- 2016: Notruf Hafenkante – Schatten der Vergangenheit
- 2016: Tante Maria, Argentinien und die Sache mit den Weißwürsten
- 2017: Tod im Internat
- 2017: Toter Winkel
- 2020: Der Kriminalist – Horrorclown
- 2020: Quarantime
- 2021: Trübe Wolken
- 2021: SOKO Wismar – Der schöne Schein
- 2021: Polizeiruf 110: Frau Schrödingers Katze

## Spielleitung
- diewelle2024[3] (2024, in Zusammenarbeit mit Anna Fricke)